# Celleporella carolinensis
Celleporella carolinensis is een mosdiertjessoort uit de familie van de Hippothoidae. De wetenschappelijke naam van de soort is voor het eerst geldig gepubliceerd in 1979 door Ryland.